# Astragalus leptophysus
Astragalus leptophysus är en ärtväxtart som beskrevs av Aleksei Ivanovich Vvedensky. Astragalus leptophysus ingår i släktet vedlar, och familjen ärtväxter. Inga underarter finns listade i Catalogue of Life.